# 3159 Прокоф'єв
3159 Прокоф'єв (3159 Prokofʹev) — астероїд головного поясу, відкритий 26 жовтня 1976 року.
Тіссеранів параметр щодо Юпітера — 3,377.